# Криминальная Россия
«Криминальная Россия. Современные хроники» («Криминальные хроники») — телевизионная передача, представлявшая собой цикл документальных фильмов о преступном мире СССР и России и работе следователей. Выходила на разных российских телеканалах с небольшими перерывами в трансляции с 24 июня 1995 по 25 ноября 2014 года.
В передаче использовались как документальные кадры, так и реконструкция событий. Одной из запоминающихся особенностей передачи стал голос Сергея Полянского, озвучивавшего сериал с 1995 по 2002 год. В выпуске «Дневник оборотня» также звучит голос актёра Александра Ленькова, а в выпуске «12-й отдел» — голос ветерана 12-го отдела уголовного розыска Санкт-Петербурга, полковника милиции Евгения Феоктистова. В период с 2002 по 2007 год передачу озвучивал Александр Клюквин. Многим телезрителям также запомнилась музыка композитора Игоря Назарука, которой начинался и заканчивался каждый выпуск программы.
Каждая серия начинается цитированием Уголовно-процессуального кодекса: «Создатели сериала напоминают: „Никто не может быть признан виновным в совершении преступления иначе как по приговору суда и в соответствии с Законом“ УПК РФ ст. 14». В некоторых сериях в цитировании УПК указывается «… УПК РСФСР ст. 13» — это связано с тем, что УПК РСФСР был отменён в 2001 году с последующим принятием УПК РФ.

## История
Идея программы принадлежит известному документалисту и режиссёру Марку Авербуху совместно с американским продюсером латышского происхождения Дэвидом Гамбургом, имевшим опыт работы с такими голливудскими звёздами, как Арнольд Шварценеггер, Дольф Лундгрен и Робин Уильямс. Они предложили руководству телеканала НТВ провести эксперимент и снять семь серий «Криминальной России», по полчаса каждую. Первый цикл фильмов был совместно спродюсирован Марком Авербухом (от телекомпании НТВ) и Девидом Гамбургом (От M&E) По воспоминаниям Гамбурга, тогда он «не предполагал, что это будет столь успешно и что работа растянется на столько лет».

### НТВ
Первый фильм из цикла рассказывал о том, как шло расследование убийств нескольких несостоявшихся в финансовом плане людей с целью получения их жилплощади, совершённых молодым журналистом Александром Мурылёвым, широко известным как «санитар Ельцина». В следующих сериях широкой аудитории были впервые представлены подробности расследования нашумевших преступлений 1980-х — 1990-х годов. Программа отличалась от похожих своей неангажированностью, поскольку создатели не выполняли заказы, поступавшие от Владимира Гусинского, прокуратуры, МВД России, ФСБ или других органов безопасности или специальных служб. Сотрудники органов, тем не менее, в первые годы выхода цикла относились к нему положительно, считая, что фильмы показывали эффективность их работы.
«Криминальная Россия» считается одной из лучших криминальных телепередач, свидетельством тому является то, что она трижды номинировалась на премию ТЭФИ в категориях «Лучший сериал года», «Лучший телефильм» и «Продюсерская работа». Программа регулярно входила в топ-10 самых рейтинговых программ НТВ, долгое время являлась одной из его визитных карточек.
Несмотря на такой успех среди зрителей, в сентябре 2002 года на НТВ было принято решение закрыть «Криминальную Россию» по инициативе тогдашнего руководителя отдела правовых программ телекомпании Владимира Золотницкого. Он объяснял своё решение нежеланием платить сторонним производителям за новые фильмы цикла большие суммы денег; кроме того, Золотницкий посчитал этот проект уже пройденным этапом, создававшимся в 1990-е годы как продукт для западной аудитории, живущей стереотипом «вся Россия — криминальная». При этом повторы старых серий цикла продолжали показываться на НТВ в утреннее, реже — дневное или вечернее время, вплоть до конца 2000-х годов.

### ТВС
Предполагалось, что осенью 2002 года «Криминальная Россия» переместится в сетку вещания телеканала ОРТ, но вместо этого были реализованы иные планы. С 6 октября 2002 года программа стала выходить на телеканале ТВС (преемник ТВ-6), куда ушла часть команды Евгения Киселёва, ранее работавшая на НТВ. Там программа выходила по воскресеньям или четвергам вечером с повторами по будням днём. Помимо изменения заставки и графического оформления, в программе изменился закадровый голос — Сергея Полянского, оставшегося на НТВ, заменил Александр Клюквин.

### Первый канал
Через год, летом 2003 года телеканал ТВС был закрыт в силу разных причин, и в сентябре программа окончательно переместилась на государственный «Первый канал». Первый выпуск программы на этом канале вышел 15 сентября 2003 года. Изначально транслировались повторы уже показанных на ТВС выпусков с изменённым копирайтом в конце, затем — свежие выпуски. В первый сезон вещания на «Первом канале» «Криминальная Россия» выходила в эфир по понедельникам вечером в 23:40 или 22:40, затем — по выходным днём или вечером, очень редко — по будням вечером. С марта 2005 года она выходила в эфир по будням вечером в двух частях в 17:30 и 18:10, с перерывом на выпуск «Вечерних новостей», или же только одним выпуском в пятницу в 18:20. Критически отнёсся к переходу проекта на «Первый канал» известный культуролог и кинокритик Даниил Дондурей, считавший, что программы про бандитов и маньяков не имеют права на существование в эфире главного телеканала страны.
В сентябре 2005 года показ программы на «Первом канале» был прекращён по инициативе генерального директора канала Константина Эрнста, вместе с выходившими там же в предпраймовом блоке и схожими по жанру программами «Документальный детектив» Вахтанга Микеладзе и «Вне закона». Вещание программы «Криминальная Россия» было возобновлено в феврале 2006 года в прежнем формате и в прежнее время выхода в эфир — по будням вечером в 18:20. В сентябре 2006 года программу переместили в дневной блок на позицию в 15:20, а уже в июне 2007 года она была окончательно закрыта.

### Криминальные хроники
В ноябре 2009 года на «Первом канале» был запущен аналогичный проект — «Криминальные хроники». По формату он практически полностью повторяет «Криминальную Россию». Изменены лишь титры и название. Текст читают Александр Клюквин, Сергей Чонишвили и Никита Прозоровский. По утверждению кинокритика Андрея Крамарева, изменение названия было тесно связано с тем, что руководство «Первого канала» решило, что «криминала в России больше нет». Первый цикл программ с заставкой «Криминальные хроники» прошёл с ноября 2009 по февраль 2010 года в вечерний прайм-тайм (18:20), затем трансляция стала проходить на нерегулярной основе — несколько раз в 2011 году и в течение трёх весенних месяцев 2012 года, с марта по май, в дневное время, после чего передача ушла из эфира. Эта же версия программы также часто использовалась, чтобы заполнить паузу перед началом утреннего эфира в конце теледня канала.

### Криминальная Россия. Развязка (ТВ Центр)
С апреля по ноябрь 2014 года программа шла на телеканале «ТВ Центр» под названием «Криминальная Россия. Развязка». Принципиальным отличием этой версии от всех предыдущих стало наличие в кадре ведущего — Игоря Вознесенского, в 1990-х стоявшего у истоков создания «Криминальной России».

## Критика
В ряде серий программы нередко в подробностях описывались расправы и демонстрировались снимки, на которых были крупным планом запечатлены обезображенные тела жертв и трупы с лужами крови, взятые из милицейских архивов. Поэтому смотреть «Криминальную Россию» детям и слабонервным не рекомендовалось. Об этом предупреждал дисклеймер, предшествовавший начальной заставке программы. На все зрительские претензии о большом количестве крови и трупов на экране в относительно «детское» время (программа шла в вечерний прайм-тайм), авторы отвечали критикам, что, показывая жестокость и насилие в кадрах, они желают предотвратить число совершаемых в стране преступлений, а без их демонстрации зрителя никак иначе «не проймёшь».

## Адаптации
В 2009—2011 годах на латвийском телеканале TV5 Riga выходила программа «Криминальная Латвия». Несмотря на схожее название и аналогичное оформление начальных титров, формат передачи существенно отличался от оригинала. Это была ежедневная сводка криминальных новостей и специальные репортажи о работе правоохранительных органов Латвии. Ведущий программы — Харитон Фарбер.